# 187 a.C.

## Eventos
- Marco Emílio Lépido e Caio Flamínio, cônsules romanos.
- Continua a guerra dos romanos na Ligúria, parte da Gália Cisalpina.